# Новинская (деревня)
Новинская — упразднённая деревня, находилась в Берёзовском районе Ханты-Мансийского автономного округа — Югры России. Входила в состав городского поселения Игрим.

## Климат
Климат резко континентальный, зима суровая, с сильными ветрами и метелями, продолжающаяся семь месяцев. Лето относительно тёплое, но быстротечное.

## История
Законом ХМАО — Югры от 30 июня 2017 года № 34-оз, 15 июля 2017 года деревня была упразднена, в связи с отсутствием в ней зарегистрированного в установленном порядке и постоянно проживающего населения.

## Население
| 1989 | 2002 | 2010 |
| ---- | ---- | ---- |
| 52   | ↘30  | ↘14  |